# Cambeses do Rio
Cambeses do Rio ist ein Ort und eine ehemalige Gemeinde (Freguesia) im portugiesischen Kreis Montalegre. Die Gemeinde hatte 130 Einwohner (Stand 30. Juni 2011).
Am 29. September 2013 wurden die Gemeinden Cambeses do Rio, Donões und Mourilhe zur neuen Gemeinde União das Freguesias de Cambeses do Rio, Donões e Mourilhe zusammengeschlossen. Cambeses do Rio ist Sitz dieser neu gebildeten Gemeinde.